# شهرستان اسپوت‌سیلوانیا (ویرجینیا)
اسپوت‌سیلوانیا کانتی (به انگلیسی: Spotsylvania County) یک شهرستان در ایالات متحده آمریکا است که در ویرجینیا واقع شده‌است.

## خصوصیات
اسپوت‌سیلوانیا کانتی ۱٬۰۷۲٫۲۶ کیلومترمربع مساحت دارد.